# Streekmuseum
Een streekmuseum, ook oudheidskamer of heemkundig museum, is een museum dat zich vooral richt op te tonen van in de streek gemaakte en gebruikte objecten, om daarmee de indruk te geven van het eigene van de streek.
Een streekmuseum wordt in Nederland ook wel een oudheidkamer genoemd, en in Vlaanderen noemt men dit een heemkundig museum.
In het museum wordt veelal het volgende getoond:
- klederdrachten
- (oude) gereedschappen
- producten van huisvlijt
- archeologische vondsten

Ook diorama's zijn populair in deze musea. In een opstelling met poppen wordt getoond hoe men vroeger leefde.
Enkele bekende (kunst)musea zijn ooit als streekmusea begonnen, zoals het Groninger Museum, het Rijksmuseum Twenthe en het Drents Museum. Een poging om het Zuiderzeemuseum om te vormen tot een designmuseum mislukte echter.